# 黑面羊
黑面羊（Swaledale sheep）盛產於约克郡、坎布里亞郡和達勒姆郡。黑面羊是一種配種的绵羊，臉面呈黑色，故名黑面羊，體型小，抗逆性强，能耐寒。

## 外部連結
- Swaledale Sheep Breeders Association （页面存档备份，存于）